# Summer Sanders
Summer Sanders (n. 13 octombrie 1972, Roseville⁠(d), California, SUA) este o înotătoare americană, medaliată olimpică. A participat la o ediție a Jocurilor Olimpice (1992) în care a câștigat 3 medalii de aur, o medalie de argint și o medalie de bronz.